# Austrolestes colensonis
Austrolestes colensonis е вид водно конче от семейство Lestidae. Видът не е застрашен от изчезване.

## Разпространение
Разпространен е в Нова Зеландия (Северен остров, Чатъм и Южен остров).

## Описание
Популацията на вида е стабилна.